# Abuz religios
Abuzul religios este tipul de abuz practicat prin intermediul religiei, care include hărțuirea, discriminarea, abuzul spiritual sau chiar violența religioasă. Abuzul religios poate include și utilizarea greșită a religiei în scopuri egosite, seculare sau ideologice, cum ar fi abuzul unei funcții clericale.
Abuzul religios poate fi comis de lideri religioși sau de alți membri ai unei comunități religioase și se poate întâmpla în orice tip de religie sau credință. Printre exemplele de abuz religios se numără: folosirea învățăturilor religioase pentru a justifica comiterea abuzului, impunerea unor reguli și practici religioase stricte care pot fi dăunătoare, facerea de rușine sau excluderea persoanelor care nu se conformează normelor religioase, folosirea autorității religioase pentru a manipula sau controla alte persoane și refuzul accesului la îngrijire medicală sau alte nevoi elementare în numele religiei.
Abuzul religios poate avea efecte grave și pe termen lung asupra indivizilor și comunităților, cum ar fi: traume psihologice, suferință emoțională, pierderea credinței și chiar facerea de rău fizic asupra sinelui. Este important ca indivizii și comunitățile religioase să fie conștienți de semnele abuzului religios și să ia măsuri pentru a preveni repetarea acestuia.

## Efectele psihologice
O semnificație specifică a termenului de abuz religios este manipularea psihologică și răul cauzat unei persoane prin folosirea învățăturilor religiei sale. Acest lucru este comis de membri ai aceleiași credințe sau ai uneia similare, inclusiv prin folosirea unei poziții de autoritate în cadrul religiei. Cel mai adesea, este direcționat către copiii și adulții vulnerabili emoțional, iar motivațiile reale ale acestor abuzuri variază. Pot fi fie cu intenții bune, fie cu intenții malițioase.
Chiar și abuzul religios bine intenționat poate avea consecințe psihologice pe termen lung, cum ar fi aparăția fobiilor sau a depresiei pe termen lung la victimă. Este posibil ca victima să aibă un sentiment de rușine care rămâne chiar și după ce nu mai cred în acea religie. O persoană poate fi, de asemenea, manipulată să evite o acțiune benefică (spre exemplu un tratament medical) sau să aibă un comportament dăunător.